# Голямо-Крушево
Голя́мо-Кру́шево (болг. Голямо Крушево) — село в Ямбольській області Болгарії. Входить до складу общини Болярово.

## Населення
За даними перепису населення 2011 року у селі проживали 272 особи.
Національний склад населення села:
| Національність   | Кількість осіб | Відсоток |
| ---------------- | -------------- | -------- |
| болгари          | 252            | 93,0%    |
| цигани           | 12             | 4,4%     |
| турки            | 0              | 0%       |
| Всього відповіли | 271            |          |

Розподіл населення за віком у 2011 році:
Динаміка населення: